# Carl Sjögren (präst)
Carl Sjögren, född 1959, är en svensk präst och före detta domprost i Skara stift.

## Biografi
Sjögren växte upp i en prästfamilj som son till domprosten Per-Olof Sjögren och montessoriläraren Onna Sjögren. Han tänkte först bli lärare, men efter två års arbete som ungdomsledare i Svenska kyrkan i Sävedalen ändrade han sig och började studera teologi. Han nämner Åh stiftsgård och Bengt Pleijel som viktiga inspirationskällor, men också tidskriften Nytt Liv med Magnus Malm som redaktör under 1980-talet, som lyckades förena andlighet med politisk radikalitet.
Sjögren prästvigdes 1986 och arbetade fram till 1993 som ungdomspräst i Onsala. Han var sedan kyrkoherde i Ulricehamns församling i 20 år, tills han 2013 blev domprost i Skara stift. År 2018 lämnade han denna tjänst för att bli kyrkoherde i Mölndals pastorat. I november 2024 utnämndes Sjögren till ny hovpredikant från och med 1 januari 2025.
Sjögren medverkade på 1980-talet i sångkvartetten "Levande ljus" vid flera stora förnyelsehelger i Göteborgs stift, samt som musiker och sångare vid olika samlingar på Åh Stiftsgård. Han var en av medarbetarna i den arbetsgrupp som 1997 tog fram Göteborgs stifts sånghäfte som fått betydande användning i många församlingar som ett komplement till psalmboken.

### Familj
Carl Sjögren är gift med diakonen Lena Sjögren, född Sjöbergh, och de har fyra barn.